# Horse Rotorvator
Horse Rotorvator è il secondo album del gruppo industrial dei Coil. 
È composto da tracce inedite con la sola reinterpretazione di Who by Fire di Leonard Cohen. 
Ostia (The Death Of Pasolini) è dedicato alla morte di Pier Paolo Pasolini, gli arrangiamenti degli archi sono firmati da Billy McGee.
Nel disco sono presenti come ospiti Marc Almond e Foetus e altri musicisti minori.
È considerato da molti il loro lavoro migliore .
Il brano The Anal Staircase fu edito su EP in versione remix.

## Tracce[4]
1. The Anal Staircase - 4:01
2. Slur - 3:30
3. Babylero - 0:51
4. Ostia (The Death of Pasolini) - 6:23
5. Herald - 1:03
6. Penetralia - 6:10
7. Ravenous - 3:36
8. Circles of Mania - 5:01
9. Blood From the Air - 5:32
10. Who by Fire - 2:37
11. The Golden Section - 5:50
12. The First Five Minutes After Death - 4:45